# Cheminée de Ravine-des-Cabris
Pour les articles homonymes, voir Cabris (homonymie).
La cheminée de Ravine-des-Cabris est la cheminée d'une ancienne usine sucrière de l'île de La Réunion, département d'outre-mer français dans le sud-ouest de l'océan Indien. Située à la Ravine-des-Cabris à Saint-Pierre, elle est inscrite en totalité à l'inventaire supplémentaire des Monuments historiques depuis le 10 juin 2002, ainsi que son terrain d’assiette,.